# Morphna decolyi
Morphna decolyi är en kackerlacksart som först beskrevs av Bolivar 1897.  Morphna decolyi ingår i släktet Morphna och familjen jättekackerlackor. Inga underarter finns listade i Catalogue of Life.